# Tel Šor
Tel Šor (hebrejsky: תל שור, arabsky: Tal Thorah) je pahorek o nadmořské výšce 45 metrů v severním Izraeli.
Leží v centrální části zemědělsky využívaného Jizre'elského údolí, cca 12 kilometrů severozápadně od města Afula a 2 kilometry západně od vesnice Kfar Baruch. Má podobu nevýrazného odlesněného návrší, které vystupuje z okolní rovinaté krajiny. Na západním úpatí se nachází pramen Ejn Šor (עין שור). Z jihu pahorek míjí vádí Nachal Cvi, které tu ústí do řeky Kišon. Severně odtud leží letecká základna Ramat David. Na severozápad od Tel Šor leží podobný pahorek Tel Šem.